# Porta de Santo Antão
A Porta de Santo Antão foi uma antiga porta da cidade de Lisboa, inserida na cerca fernandina da cidade.
Localizava-se na Rua das Portas de Santo Antão, entre a Igreja de São Luís dos Franceses e a Rua do Jardim do Regedor. Nela havia de uma parte a imagem de Nossa Senhora da Conceição, e da outra a de Santo Antão. Era também conhecida por Porta de São Domingos. Por aqui se fazia o trânsito para a Praça do Rocio. Até 1727 ainda estavam colocadas nas suas couceiras as portas com que se fechava, chapeadas de ferro, as quais nessa data se tiraram para dar mais desafogo à pública e majestosa entrada que fez a 6 de Janeiro de 1728 o Marquês de los Balbazes, Embaixador extraordinário de Espanha. Foi destruída no terramoto de 1755, dela não ficando nenhum vestígio.
Esta artéria chegou a chamar-se Rua de Eugénio dos Santos, um dos principais arquictetos-engenheiros envolvidos precisamente nas obras de reconstrução da Baixa Pombalina de Lisboa após o referido grande tremor-de-terra.